# إنجيبورغ سورينسن
إنجيبورغ سورينسن (بالنرويجية البوكمول: Ingeborg Sørensen)‏ هي متسابقة ملكة الجمال وعارضة نرويجية، ولدت في 16 مايو 1948 في درامن في النرويج.

## وصلات خارجية
- إنجيبورغ سورينسن على موقع IMDb (الإنجليزية)
- إنجيبورغ سورينسن على موقع قاعدة بيانات الفيلم (الإنجليزية)